# Doug Clark
Douglas James „Doug“ Clark (* 19. Juni 1977) ist ein britischer Badmintonspieler von den Falklandinseln. 

## Karriere
Doug Clark nahm 1998 und 2010 an den Commonwealth Games teil. Er startete dabei im Mixed, im Doppel, im Einzel und im Team, schied jedoch jeweils in der Vorrunde aus. Ein Jahr später startete er bei den Island Games.